# Pavel Polák
Pavel Polák (* 1981 Liberec) je český novinář a reportér, v letech 2014 až 2019 zahraniční zpravodaj Českého rozhlasu v Německu, od července 2022 do června 2025 zahraniční zpravodaj České televize v Německu a od 7. ledna 2024 moderátor cestovatelského pořadu Objektiv.

## Život
Absolvoval Gymnázium F. X. Šaldy v Liberci a následně germanistiku a komparatistiku na Univerzitě Karlově v Praze. Studoval však také v Berlíně, Heidelbergu, Vídni či Jeruzalémě. Ve volném čase rád běžkuje, sjezduje, plave, jezdí na kole, věnuje se horské turistice a čtení.
Po ročním působení v centrální redakci Deníku nastoupil v roce 2001 do Českého rozhlasu. Začínal jako elév, postupně se však naučil základům rozhlasové novinařiny (tj. srozumitelně mluvit, natáčet a stříhat). V roce 2008 se stal reportérem zahraniční redakce Radiožurnálu. Reportoval z východní Evropy a Balkánu. Věnoval se také krizovým oblastem a německojazyčným zemím. V letech 2014 až 2019 byl zahraničním zpravodajem Českého rozhlasu v Německu, kde jej následně vystřídal Václav Jabůrek. Za svou rozhlasovou práci získal několik ocenění, v roce 2017 obdržel Česko-německou novinářskou cenu.
V letech 2019 až 2022 spolupracoval s Deníkem N, věnoval se především Německu.
Od července 2022 se stal zahraničním zpravodajem České televize v Německu, kde vystřídal Martina Jonáše. Od ledna 2024 navíc začal po Vendule Krejčové, která se stala tiskovou mluvčí ČT, moderovat cestovatelský pořad Objektiv. Jeho moderátorskou kolegyní je Anetta Kubalová.
Na postu zpravodajky ČT v Německu ho v červenci 2025 vystřídala Helena Truchlá.